# Red Oak (Oklahoma)
Red Oak és un poble dels Estats Units a l'estat d'Oklahoma. Segons el cens del Cens dels Estats Units del 2000 tenia 581 habitants.

## Demografia
Segons el cens del 2000, Red Oak tenia 581 habitants, 239 habitatges, i 155 famílies. La densitat de població era de 238,6 habitants per km².
Dels 239 habitatges en un 27,2% hi vivien nens de menys de 18 anys, en un 45,6% hi vivien parelles casades, en un 13,8% dones solteres, i en un 35,1% no eren unitats familiars. En el 32,6% dels habitatges hi vivien persones soles el 20,9% de les quals corresponia a persones de 65 anys o més que vivien soles. El nombre mitjà de persones vivint en cada habitatge era de 2,43 i el nombre mitjà de persones que vivien en cada família era de 3,06.
Per edats la població es repartia de la següent manera: un 27,2% tenia menys de 18 anys, un 8,4% entre 18 i 24, un 23,9% entre 25 i 44, un 20,8% de 45 a 60 i un 19,6% 65 anys o més.
L'edat mediana era de 38 anys. Per cada 100 dones de 18 o més anys hi havia 88 homes.
La renda mediana per habitatge era de 20.461 $ i la renda mediana per família de 25.625 $. Els homes tenien una renda mediana de 27.188 $ mentre que les dones 21.250 $. La renda per capita de la població era d'11.270 $. Entorn del 22,8% de les famílies i el 25,5% de la població estaven per davall del llindar de pobresa.

## Poblacions més properes
El següent diagrama mostra les poblacions més properes.